# یانیس واروفاکیس
یانیس واروفاکیس (یونانی: Γιάνης Βαρουφάκης؛ زادهٔ ۲۴ مارس ۱۹۶۱) اقتصاددان، و سیاست‌مدار اهل یونان است. وی از ژانویه تا ژوئیه ۲۰۱۵ به عنوان وزیر دارایی در کابینه آلکسیس سیپراس مشغول به کار بود. وی که فارغ‌التحصیل دانشگاه اسکس بریتانیا است، به علت شیوه لباس پوشیدن و حرف زدنش، در میان رسانه‌های بین‌المللی محبوبیت خاصی یافت.
یانیس واروفاکیس پس از اعلام نتیجه همه‌پرسی یونان و رای منفی مردم به شرایط وام‌دهندگان از سمت خود کناره‌گیری کرد.
او در استعفانامه خود آورده‌است که گویا برخی از اعضای حوزه یورو و شرکای گوناگون ترجیحشان بر عدم حضور من در نشست‌هاست، ایده‌ای که نخست‌وزیر یونان را به این باور رسانده‌است که عدم حضور من می‌تواند برای دستیابی به یک توافق مفید باشد.